# Park Hae-jung
Park Hae-Jung (Iksan, 29 de julho de 1972) é uma ex-mesa-tenista e comentarista sul-coreana. 

## Carreira
Park Hae-Jung representou seu país nos Jogos Olímpicos de 1996, na qual conquistou a medalha de bronze em duplas. 